# Липовка (Воронежская область)
Липовка — село в Бобровском районе Воронежской области России.
Административный центр Липовского сельского поселения.

## Население
| 1859 | 1897  | 2000  | 2005  | 2010 | 2012 | 2013 | 2014 | 2015 |
| ---- | ----- | ----- | ----- | ---- | ---- | ---- | ---- | ---- |
| 2250 | ↗3645 | ↘1213 | ↘1083 | ↘803 | ↘786 | ↘737 | ↘682 | ↗692 |
| 2016 | 2017  | 2018  | 2019  | 2020 | 2021 |      |      |      |
| ↗696 | ↗703  | ↘661  | ↘637  | ↘623 | ↗666 |      |      |      |

## География
Улицы
| - ул. 70 лет Октября, - ул. Дзержинского, - ул. Колхозная, - ул. Кольцова, - ул. Комсомольская, - ул. Кооперативная, - ул. Красноармейская, | - ул. Лесная, - ул. Мира, - ул. Молодёжная, - ул. Победы, - ул. Садовая, - ул. Советская. |